# Jevgenij Mravinskij
Jevgenij Mravinskij, född den 4 juni 1903, död den 10 januari 1988, var en rysk dirigent. Han var under många år chefsdirigent för Leningrads filharmoniska orkester.

## Biografi
Mravinskij föddes i Sankt Petersburg. Samma år som hans far dog, 1918, började han arbeta som scenarbetare på Mariinskijteatern. Han studerade först biologi vid universitetet i Leningrad. Senare studerade han vid Leningrads musikkonservatorium. Under studietiden arbetade han som balettrepetitör 1923-1931. Hans första offentliga framträdande var 1929. År 1931 avlade han dirigentexamen vid musikkonservatoriet. Åren 1932-38 var han dirigent vid Kirovteatern och Bolsjojteatern. I september 1938 vann en sovjetisk dirigenttävling i Moskva.
I oktober 1938 tillträdde Mravinskij den post som han skulle behålla fram till sin död 1988, nämligen som chefsdirigent för Leningrads filharmoniska orkester. Under Mravinskij uppnådde Leningradsfilharmonin ett legendariskt anseende, särskilt när det gäller tolkning av rysk musik som Tjajkovskij,  Sjostakovitj, Prokofjev och Chatjaturjan. Under andra världskriget evakuerades Mravinskij och orkestern till Sibirien. Men medlemmar av reservorkestern och Leningrads radioorkester blev kvar i den belägrade staden, och det föll därför på kollegan Karl Eliasberg att tillsammans med överlevande musiker att uruppföra Sjostakovitjs 7:e symfoni med tillnamnet "Leningrad".
Mravinskij gav världspremiärer till sex av Sjostakovitjs symfonier, de med nummer 5, 6, 8 (som Sjostakovitj tillägnade Mravinskij), 9, 10, och slutligen nummer 12 (år 1961). Mravinskijs vägran att uruppföra Sjostakovitjs 13:e symfoni år 1962 orsakade en permanent spricka i deras vänskap.
Han uruppförde även Sergej Prokofjevs sjätte symfoni i Leningrad år 1947.
Mravinskij åkte första gången på turné utomlands 1946. Bland annat gav han konserter i Finland och i Tjeckoslovakien (vid Prags vårfestival). Bland senare turnéer med orkester märks ett besök i Västtyskland 1956, Östtyskland, Österrike och Schweiz. Enda besöket i Storbritannien var i september 1960 då konserter gavs vid Edinburgh-festivalen och i Royal Festival Hall, London. Deras första turné till Japan var i maj 1973. Sista utländska turné var 1984, till Västtyskland. Marvinskijs sista konsert var den 6 mars 1987 (Schuberts 8:e symfoni och Brahms 4:e symfoni). Mravinskij dog i Leningrad år 1988 i en ålder av 84 år.
Även om Mravinskij verkade i Sovjetunionen, vägrade han att liera sig med de styrande kommunisterna. Han var aldrig medlem av kommunistpartiet. Han vägrade att skriva under ett upprop som fördömde Aleksandr Solzjenitsyn. Efter detta förvägrades han att turnera i flera år. Han motsatte sig även antisemitism, och krävde att judar rekryterades till ledande positioner i orkestern.

## Dirigentstil
Mravinskijs dirigentstil liknade Fritz Reiners och George Szells – oteatral, detaljrik och med ett minimum av rörelser. Hans konserter kännetecknades av en dynamisk flexibilitet och noggrann balans. De var på samma gång strama och stränga, ändå överdådigt expressiva, med en djup filosofisk ådra. Mravinskij lade stor vikt vid repetitioner. Han kunde utan vidare repetera ett verk åtta till tio gånger, även om det hörde till orkesterns standardrepertoar. Det hände att han kunde förbereda ett verk i upp till ett år, och sedan vägra framföra det.

## Utmärkelser
Sovjetunionens statliga pris 1946, Sovjetisk folkartist 1954, Leninpriset 1961,, Det socialistiska arbetets hjälte 1973, Hedersmedlem i Gesellschaft der Musikfreunde Wien 1978 (fjärde dirigenten som fått denna utmärkelse.
Asteroiden 19081 Mravinskij är uppkallad efter honom.

## Inspelningar, urval
Mravinskij gjorde kommersiella studioinspelningar under åren 1938-1961. Efter 1961 gjordes inspelningar från livekonserter. Hans sista inspelning gjordes i april 1984, vid ett liveframträdande av Sjostakovitjs 12:e symfoni.
- Yevgeny Mravinsky in Moscow (Schuberts ofullbordade, Tjajkovskij 4), Praga Digitals PRD/DSD 350053 (SACD)
- Tjajkovskij: Pianokonsert nr 1 (S Richter), symfoni 6, Praga Digitals (SACD)
- Tjajkovskij: Symfonier 4, 5, 6. DG
- Yevgeny Mravinsky conducts Russian Composers. Brilliant Classics (3 CD). Inspelningar gjorda 1946-65.
- Yevgeny Mravinsky Edition. Brilliant Classics (10 CD).
- Dmitrij Sjostakovitj: Symfoni nr 8. BBC BBCL40022 (insp. 1960)
- Mravinsky Edition. Erato 2564698905 (12 CD).
- Mravinsky Edition. Vol. 1-20. BMG Melodiya.

## Videoinspelningar
- Yevgeny Mravinsky - Soviet Conductor, Russian Aristocrat. EMI Classic Archive 29.
- The Art of Conducting. Legendary Conductors of a Golden Era. Teldec Video.